# Magliano Alfieri
Magliano Alfieri es una localidad y comune italiana de la provincia de Cuneo, región de Piamonte, con 1.797 habitantes.

## Evolución demográfica
| Gráfica de evolución demográfica de Magliano Alfieri entre 1861 y 2001 |
|                                                                        |
| Fuente ISTAT - elaboración gráfica de Wikipedia                        |